# Nicolas Champion
Nicolas Champion dit Le Liégeois (* um 1475 in Lüttich; † 20. September 1533 in Lier) war ein franko-flämischer Komponist, Sänger und Kleriker der Renaissance.

## Leben und Wirken
Der Beiname des Komponisten „Le Liégeois“ (Der Lütticher) nimmt Bezug auf seinen Geburtsort. Sein Bruder Jacobus (oder Jacques) Champion wurde etwa um die gleiche Zeit in Lüttich geboren, war ebenfalls Sänger, vielleicht auch Komponist, und wurde früher von der musikhistorischen Forschung öfters mit Nicolas verwechselt. Ein Bezug zur französischen Familie Champion, Cembalisten und Komponisten des 17. Jahrhunderts, wird von einigen Musikforschern vermutet, ist aber bisher nicht nachweisbar.
Nicolas Champion erhielt wahrscheinlich seine erste Ausbildung in seiner Heimatstadt, jedoch gibt es über seine Jugend- und Ausbildungszeit keine Informationen. Der erste Beleg betrifft seinen Eintritt in die Grande Chapelle des Burgundisch-Habsburgischen Hofs von Herzog Philipp dem Schönen in Mecheln und Brüssel am 13. November 1501, noch vor der ersten Reise Philipps mit der Hofkapelle nach Spanien. In diesem Ensemble wirkte er als Sänger und Kaplan bis zum Jahr 1516. Seine Dienstherren waren Philipp der Schöne, Johanna von Kastilien und Erzherzog Karl, der spätere Kaiser Karl V. Die Hofkapelle diente auch als Instrument der Repräsentation, so dass Nicolas auf den Reisen der Herzöge oft für mehrere Wochen oder Monate in Länder mit befreundeten oder verwandten Herrschern gelangte. Nach der ausgedehnten Spanienreise von Philipp dem Schönen Ende 1501 bis Frühjahr 1502 gab es eine zweite Spanienreise ab Ende 1505; nachdem der Herzog mit seinem Gefolge im April 1506 für den Sommer in Burgos Station machte, erkrankte er im Frühsommer schwer an Fieber und starb hier am 25. September 1506. Die Hofkapelle löste sich auf, ein Teil der Mitglieder kehrte nach Burgund zurück, andere, so auch Nicolas Champion, traten in den Dienst der Nachfolgekapelle der Witwe, Johanna von Kastilien, die in der Entlohnung besonders großzügig war.
Johanna, mit dem Beinamen „die Wahnsinnige“, kam offenbar auch nach längerer Zeit nicht über den Tod ihres Mannes Philipp hinweg, veranstaltete zwei Jahre lang jede Nacht einen Trauerzug um das Schloss, bei welchem der Sarg mit der Leiche Philipps mitgeführt wurde und bei dem auch der Kapellchor jede Nacht Requiems zu singen hatte; einer dieser Sänger war Nicolas Champion. Der Vater Johannas, Erzherzog Ferdinand, entmachtete Johanna schließlich im August 1508, indem er sie in die Festung zu Tordesillas einsperren ließ. Ihre Hofkapelle löste sich danach ebenfalls auf und Nicolas schloss sich der Kapelle Karls V. an. Hier nahm er einen hohen Rang ein und wurde sehr gut bezahlt, wenn er auch nicht den Rang von Pierre de la Rue erreichte.
Durch seine guten Kontakte und seine Dienste bei Hof erwarb er von 1508 bis etwa 1520 eine Reihe von Benefizien in den Städten Brügge, Namur, Lens, Lier, Oostvoorne, Valenciennes, Geervliet und Brielle. Im Jahr 1516 wurde er als Kanoniker-Kantor in Lier Nachfolger des verstorbenen Kantors Nicolas de Leesmeester, blieb aber dennoch zeitweilig im Dienst der Hofkapelle und reiste mit ihr 1523 als Interims-Kapellmeister nach Spanien. Darüber hinaus könnte er eine gute Beziehung zu Herzog Friedrich dem Weisen von Sachsen gehabt haben, weil er für dessen Hofmusik eine fünfstimmige Messe geschrieben hat. Sein letzter überlieferter Auftrag für den Hof Karls V. bestand darin, im Jahr 1524 nach dem Tod des Komponisten Nicole Carlier einen neuen Singmeister und sechs neue Sänger zu suchen, wobei er für die Stellung des Singmeisters möglicherweise seinen Bruder Jacobus gewann. Später zog er sich an die Kirche St. Gummarus in Lier zurück, starb hier am 20. September 1533 und wurde sechs Tage später am gleichen Ort beigesetzt. Er hat dort auch ein Jahrgedächtnis gestiftet.

## Bedeutung
Von Nicolas Champion ist nur eine eingeschränkte Anzahl von Kompositionen überliefert, welche jedoch weit verbreitet waren. Im Hinblick auf diese Werke war er ein außerordentlich fähiger Komponist, der sich seinem Stil nach auf dem Übergang von der spätburgundischen Tradition Jacob Obrechts und Pierre de la Rues zur neuen Strömung der „Josquin-Nachfolge“ von Nicolas Gombert befand, insbesondere durch seine Messe mit mehreren Cantus firmi und der Anwendung der kanonischen Schreibweise. Wie de la Rue setzte er den Klangreichtum des fünf- und sechsstimmigen Satzes ein und machte von deklamatorischen Passagen Gebrauch. Die klare formale Symmetrie von Champions Werken wird durch die zyklische Wiederkehr und die Fortentwicklung musikalischen Materials zwischen Abschnitten von Motetten und zwischen ganzen Messesätzen verstärkt. Diese und andere fortgeschrittene Techniken melodischer und kontrapunktischer Entwicklung setzen ihn an die vorderste Linie in der Musik seiner Generation. Seine Werke haben sich, wie die anderer franko-flämischer Komponisten, später in spanischen und deutschen Quellen verbreitet. Nachdem bei einigen Kompositionen der Vorname nicht vermerkt ist, konnte bei diesen bisher nicht geklärt werden, ob sie seinem Bruder zugeschrieben werden müssten. Der Musiktheoretiker und Komponist Adrianus Petit Coclico (1499–1562) schätzte in seinem Compendium musices (erschienen Nürnberg 1552) einen gewissen Champion (ohne Vornamen) hoch ein und rechnete ihn zusammen mit Josquin, de la Rue, Gombert und Jean Courtois († vor 1567) zur Gruppe der musici praestantissimi.

## Werke
Gesamtausgabe: Nicolas Champion, Collected Works, herausgegeben von Nors Sigurd Josephson, Neuhausen-Stuttgart 1973 (= Corpus mensurabilis musicae Nr. 60)
- Messen
  - Missa Ducis Saxsoniae „Sing ich niet wol, das ist mit leyt“ zu fünf Stimmen; in einer Handschrift Nicolas Champion zugeschrieben, in einer anderen anonym
  - Missa supra „Maria Magdalena“ zu fünf Stimmen; in einer Handschrift Nicolaus Campion zugeschrieben, in einer anderen nur Champion (ohne Vornamen), in zwei weiteren anonym
  - Missa „Ales Regretz“ zu vier Stimmen; Zuschreibung an Nicolaus Scompianus (?), nur Alt und Bass erhalten
- Motetten
  - „Beati omnes“ zu sechs Stimmen
  - „Deus in audiutorium“; in einer Handschrift Ludwig Senfl zugeschrieben, in einer weiteren Nicolas Champion, in einer dritten Josquin
- Chansons
  - „Noch weet ick een schoen ioffrau“ zu vier Stimmen; es sind hiervon auch zwei Lautenfassungen überliefert
- Werke mit zweifelhafter Autorschaft
  - „De profundis clamavi“ zu vier Stimmen; auch Josquin zugeschrieben, jedoch sprechen stilistische Gründe und die Zuschreibung in einer österreichischen Handschrift für Nicolas Champion als Komponist